# Patrick Anson, 5. Earl of Lichfield
Thomas Patrick John Anson, 5. Earl of Lichfield (kurz: Patrick Lichfield oder Lord Lichfield; * 25. April 1939 in Staffordshire, England; † 11. November 2005 in Oxford), war ein britischer Peer und Fotograf. Er war lange Zeit Hof-Fotograf und schuf einige der bekanntesten Bilder der königlichen Familie.

## Leben
Er war der Sohn des Thomas William Arnold Anson, Viscount Anson (1913–1958) aus dessen erster Ehe mit Anne Ferelith Fenella Bowes-Lyon (1917–1980). Er war mütterlicherseits ein Neffe zweiten Grades von Königin Elisabeth II. Seine Mutter, die in zweiter Ehe den Prinzen Georg von Dänemark (1920–1986), Sohn des Prinz Axel von Dänemark, heiratete, war väterlicherseits eine Nichte der Mutter der Königin, Elizabeth Bowes-Lyon, der Queen Mum. Sein Vater war der ältere Sohn und Erbe von Thomas Anson, 4. Earl of Lichfield (1883–1960).
Er besuchte die Harrow School und die Royal Military Academy Sandhurst diente anschließend von 1959 bis 1962 als Lieutenant der Grenadier Guards in der British Army.
Da sein Vater vor seinem Großvater starb, beerbte er Letzteren 1960 als Earl of Lichfield und war dadurch bis zur Oberhausreform 1999 Mitglied des House of Lords.
Nach seinem Ausscheiden aus der Armee begann Anson zunächst als Assistent von Fotografen, später dann selbst als Fotograf zu arbeiten. Er erarbeitete sich schnell ein eigenes Renommee, wobei ihm der Zugang zur königlichen Familie naturgemäß half. In den 1960er-Jahren wurde er durch erotische Fotografien weltbekannt. Zu seinen berühmtesten erotischen Bildern gehört ein Werbefoto für das Musical Hair, das die nackte Sängerin Marsha Hunt mit einer Afro-Look-Frisur zeigt.
Daneben machte er jedoch auch immer wieder offizielle Fotos der Königsfamilie, so zur Hochzeit des Prince of Wales mit Lady Diana Spencer im Jahr 1981 und zum goldenen Thronjubiläum von Königin Elisabeth im Jahr 2002. Hierdurch war er einer der bekanntesten Fotografen des Vereinigten Königreiches. Ab 1999 wurde er dann zu einem der Pioniere der Digitalfotografie auf der professionellen Ebene.
Wegen seines lockeren Lebensstils und seiner Freundschaft mit zahlreichen Showgrößen war er ein Star der britischen Boulevardpresse. Von 1975 bis zur Scheidung 1986 war er mit Lady Leonora Grosvenor (* 1949), der Schwester von Gerald Grosvenor, 6. Duke of Westminster, verheiratet. Sie stammt aus einer der reichsten Familien des Vereinigten Königreiches. Aus der Ehe entstammen zwei Töchter, sowie sein Titelerbe Thomas Anson, 6. Earl of Lichfield (* 1978).
Anson brach am 10. November 2005 bei einem Landausflug mit Freunden aufgrund eines Schlaganfalles zusammen und starb am nächsten Tag in einer Klinik in Oxford.

## Werke
- Lichfield on Photography. Collins, London 1981.
- The Most Beautiful Women. Elm Tree, London 1981.
- A Royal Album. Elm Tree, London 1982.
- Creating the Unipart Calendar. Collins, London 1983.
- Hotfoot to Zabriskie Point (mit Jilly Cooper). Constable, London 1985.
- Not the Whole Truth: an autobiography. Constable, London 1986.
- Lichfield on Travel Photography. Constable, London 1986.